# بخش بیل
بخش بیل یکی از بخشهای کانتون برن  در کشور سوئیس است.